# Drömmil

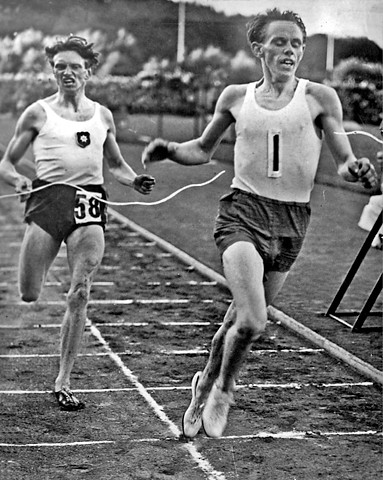
Gunder Hägg går i mål på Slottsskogsvallen i Göteborg den 1 juli 1942, vid ett av de tre lopp när han slår världsrekordet på en engelsk mil.
Även tvåan Arne Andersson kommer att sänka rekordet tre gånger under sin löparkarriär.

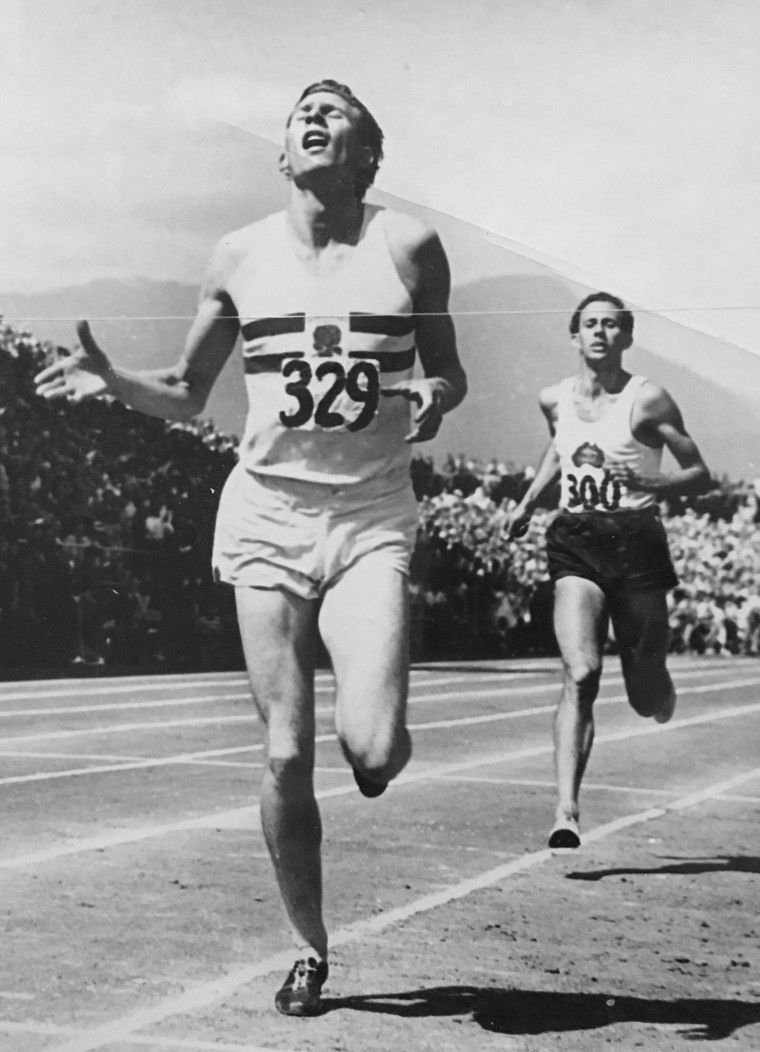
I Oxford den 6 maj 1954 blev engelsmannen Roger Bannister den förste löparen i världen, att klara en drömmil.

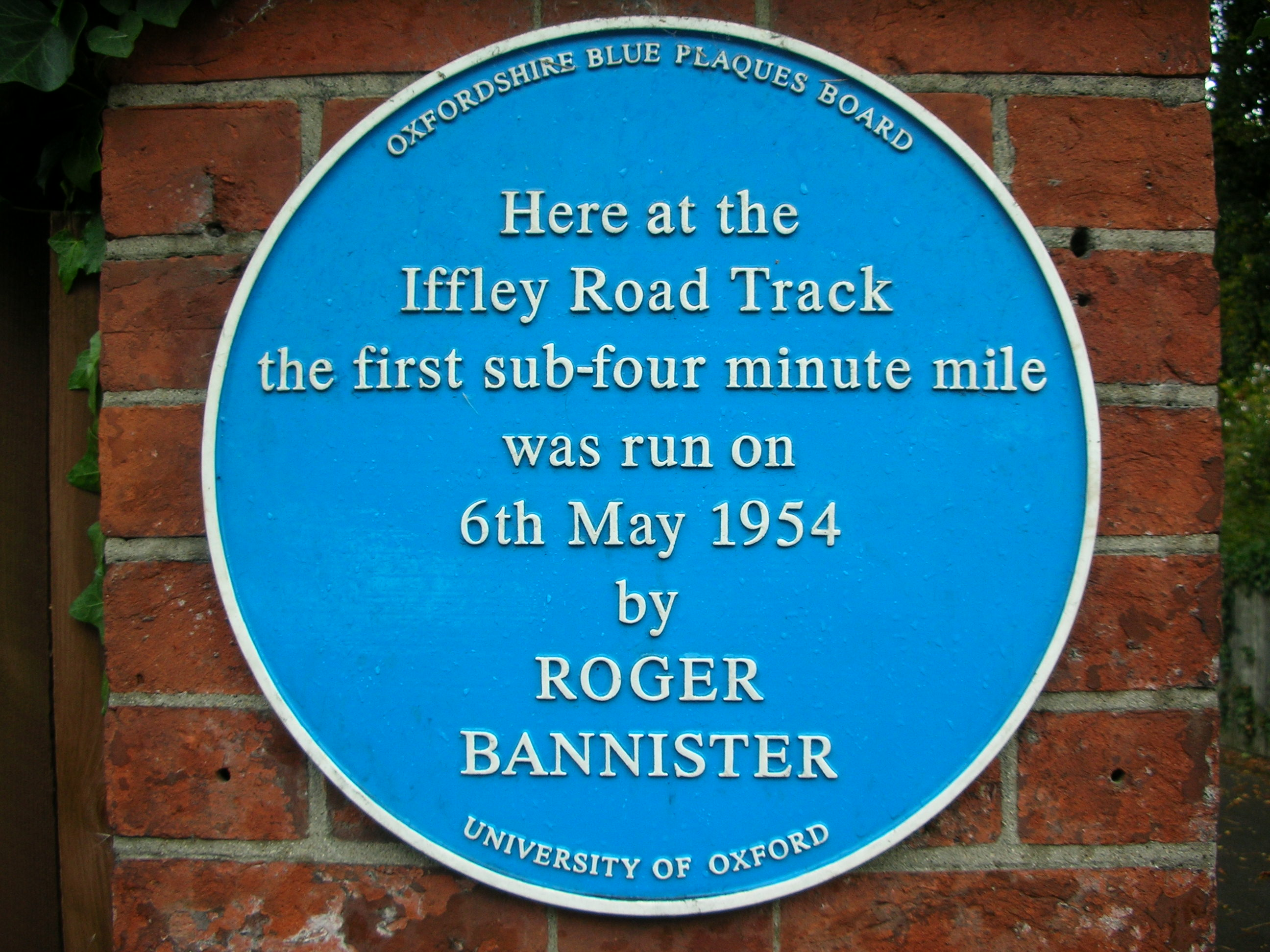
Minnesplakett för den första drömmilen av Bannister vid Oxfords universitets Iffley Road Track, senare omdöpt till ”Roger Bannister Track”.

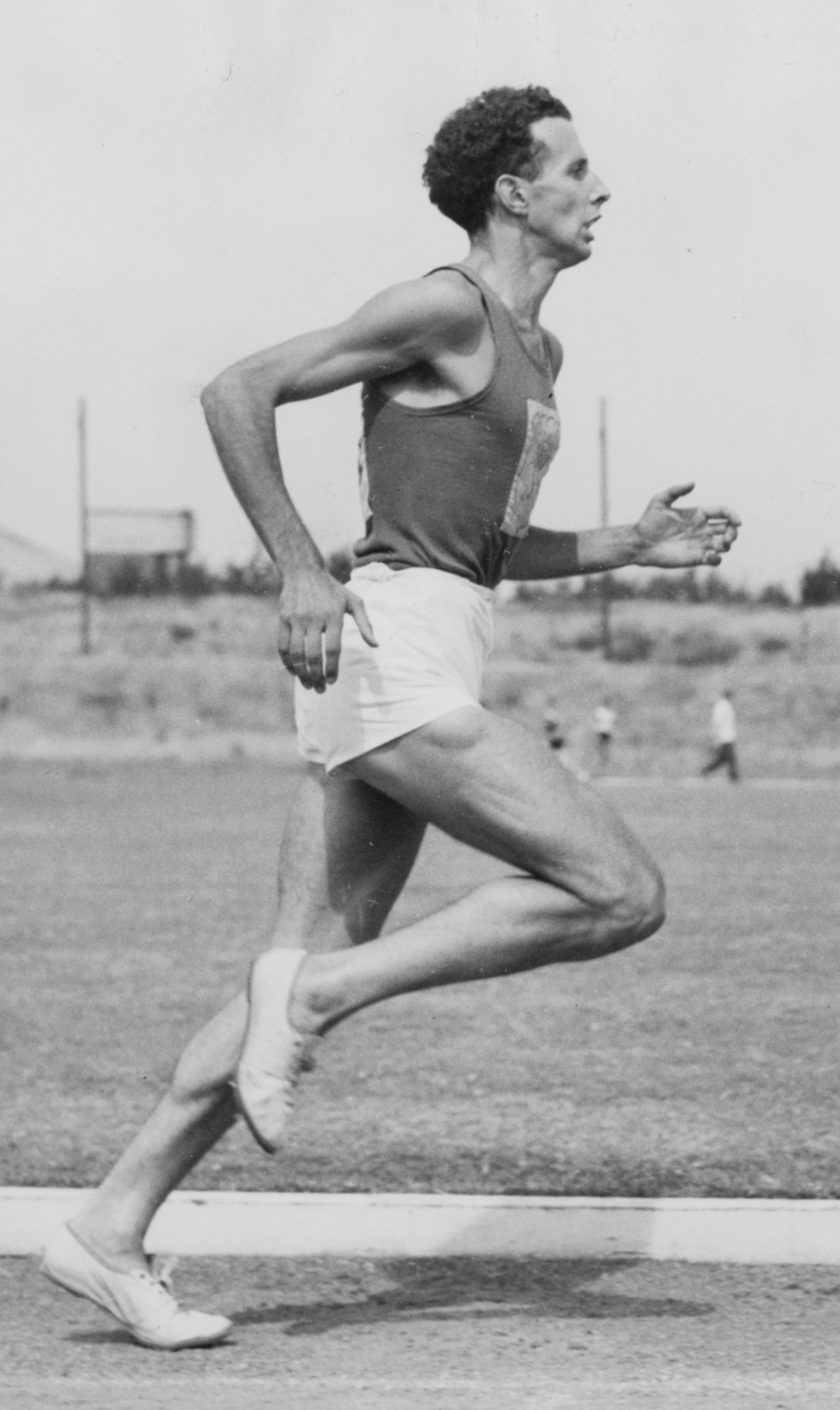
Endast 46 dagar senare – den 21 juni 1954 i Åbo - blev australiensaren John Landy den andre löparen, att prestera en drömmil.

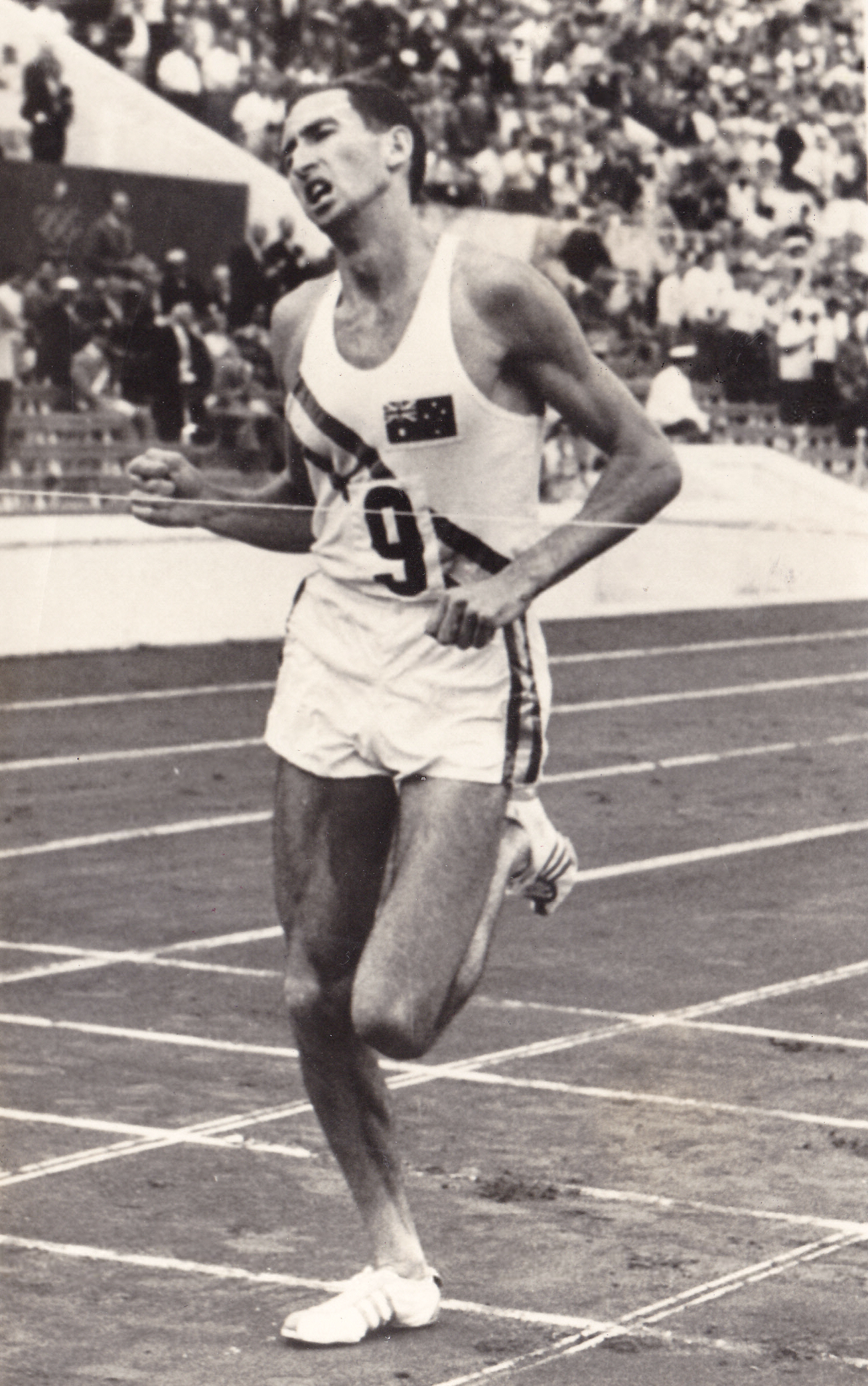
Herb Elliott vinner finalen på 1 500 meter vid OS i Rom 1960.

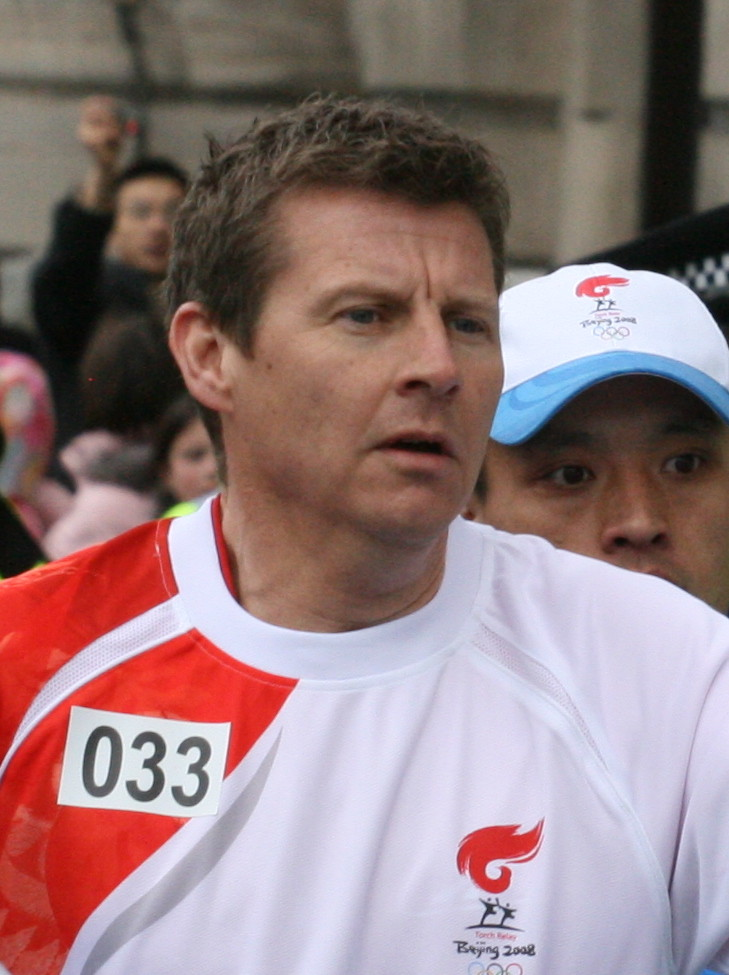
Britten Steve Cram var innehavare av världsrekordet på en drömmil från 1985 till 1993.

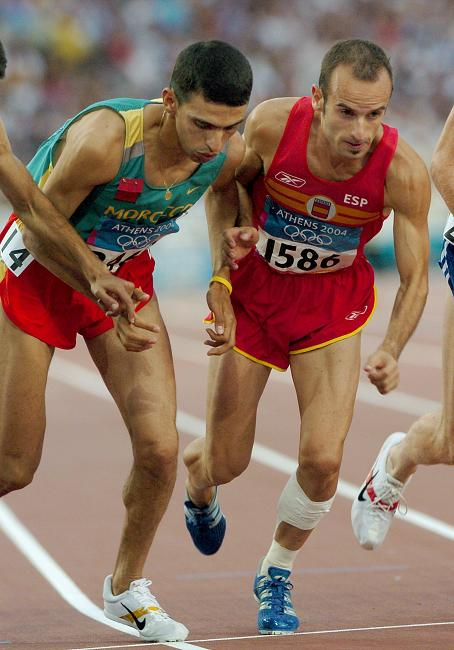
Nu gällande världsrekord på en engelsk mil är 3:43,13. Det sattes av marockanen Hicham El Guerrouj (till vänster i grön tröja) den 7 juli 1999 i Rom.

Drömmil är en populär benämning för att löpa en engelsk mil (1609,344 meter) på en tid under fyra minuter. Detta är en klassisk drömgräns i friidrott.

## Försöken under 1940-talet
Under 1940-talet tangerade eller sänkte Gunder Hägg och Arne Andersson världsrekordet vid sex tillfällen med sammanlagt fem sekunder från 4:06,4 till 4:01,4. I juli 1942 sprang både Hägg och Andersson på världsrekordtiden 4:06,2 i två olika lopp i Göteborg och Stockholm. I september samma år i Stockholm sänkte Hägg rekordet till 4:04,6. Följande år sänkte Arne Andersson rekordet, på Slottsskogsvallen i Göteborg den 1 juli 1943, med ytterligare två sekunder till 4:02,6. Följande år sänkte han det, i Malmö den 18 juli, med ytterligare en sekund till rekordtiden 4:01,6 — inte långt ifrån en ”drömmil”. Den 17 juli 1945 var Hägg ännu närmare, att klara drömmilen i Malmö, då han sprang på världsrekordtiden 4:01,4. Någon drömmil blev det trots allt inte under 1940-talet för dessa båda svenska löpare. Det lyckades inte heller för någon annan löpare i världen under denna tidsperiod.

## Genombrottet på 1950-talet och senare utveckling
Den förste löparen i världen att förverkliga en drömmil, var britten Roger Bannister. Den 6 maj 1954 noterade han 3:59,4 vid en tävling i Oxford. Två månader senare, under Samväldesspelen i Vancouver i British Columbia, sprang två av de tävlande, australiensaren John Landy och Roger Bannister, båda under fyra minuter med Bannister som vinnare.
I augusti 1958 satte australiensaren Herb Elliott världsrekord på en engelsk mil med tiden 3.54,5, en förbättring med 2,7 sekunder. I mitten av 1990-talet hade Steve Cram från Storbritannien rekordet på distansen med tiden 3:46,32.
Nu gällande världsrekord är på 3:43,13 och sattes den 7 juli 1999 i Rom av marockanen Hicham El Guerrouj.

## Rekordhållare på drömmilen i Sverige
Förste svensk att klara drömmilen blev Dan Waern, som den 19 juli 1957 noterade 3:59,3 på Stockholms stadion. Vid ett lopp i Malmö den 4 september 1957 sänkte han sitt nysatta rekord till 3:58,5. Under sin karriär sprang Dan Waern drömmilen vid inte mindre än åtta tillfällen. 
Dan Waerns rekordtid stod sig i nästan femton år ända fram till 1972, då tiden sänktes till 3:57,8 av Gunnar Ekman och två år senare av Ulf Högberg till 3:54,52. Den 30 juni 1975 putsade Anders Gärderud tiden till 3:54,45. Denna notering stod sig sedan i nära 44 år – bland annat på grund av, att distansen numera inte löps så ofta av svenska löpare. 
Det nuvarande svenska rekordet är på 3:49,70 och sattes av Samuel Pihlström vid Bislett Games i Oslo den 12 juni 2025.

## Bildgalleri

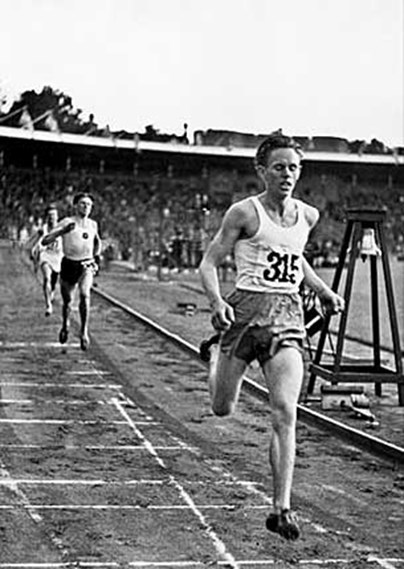
Gunder Hägg går i mål vid ett av de tre lopp då han slog världsrekord på en engelsk mil.
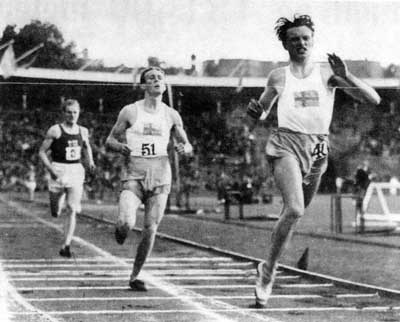
Även Arne Andersson sänkte noteringen för världsrekordet på en engelsk mil vid tre tillfällen.
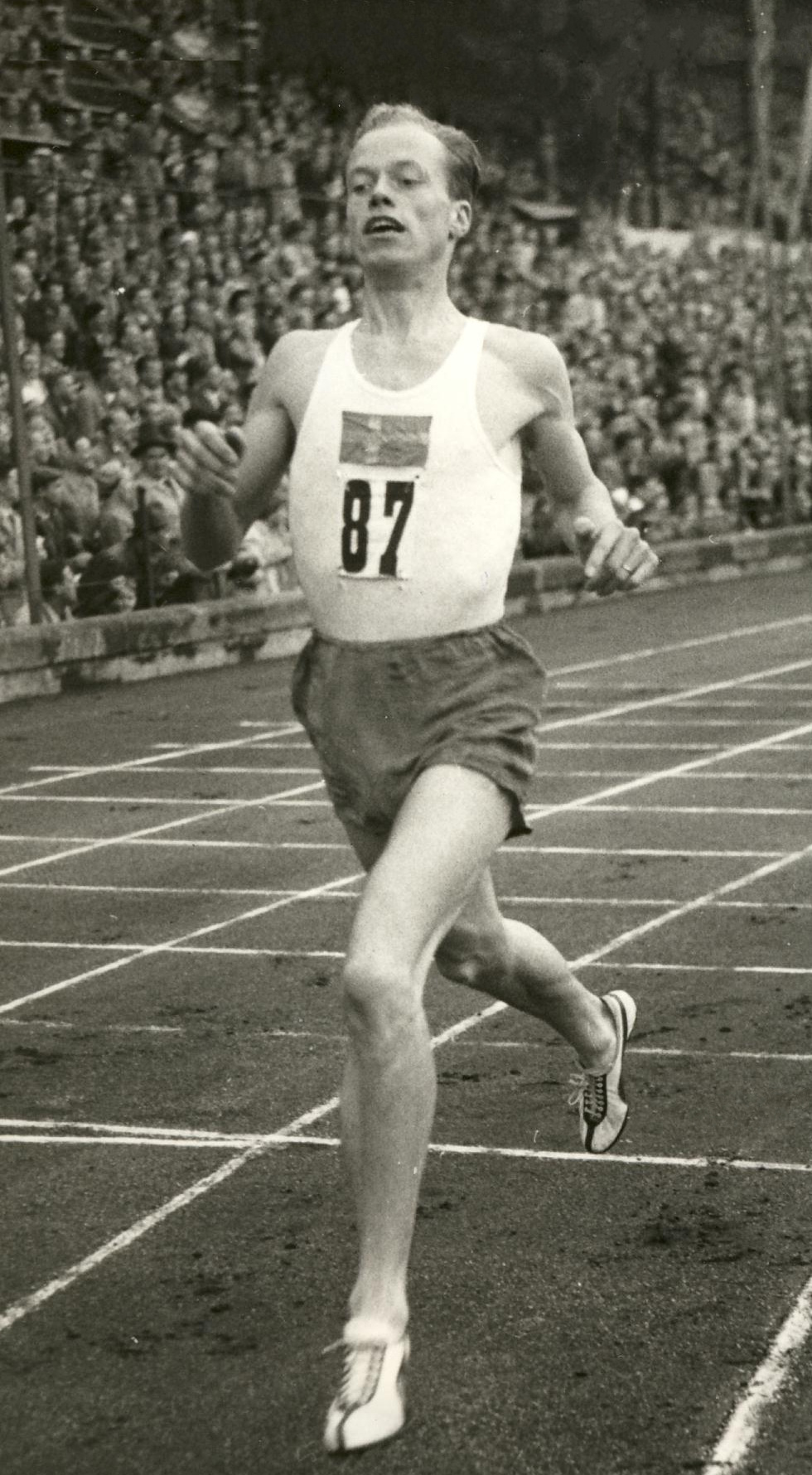
Den förste svenske löparen, att lyckas prestera en "drömmil", var Dan Waern på Stockholms stadion den 19 juli 1957.
Ulf Högberg, längst till vänster, hade det svenska rekordet från 1974 till 1975.
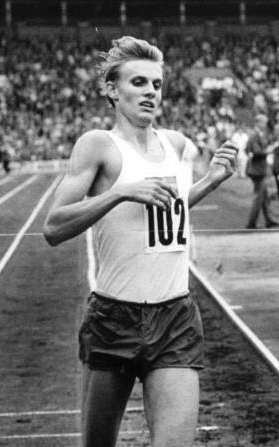
Anders Gärderud var innehavare av rekordet under hela 44 år ända fram till 2019.
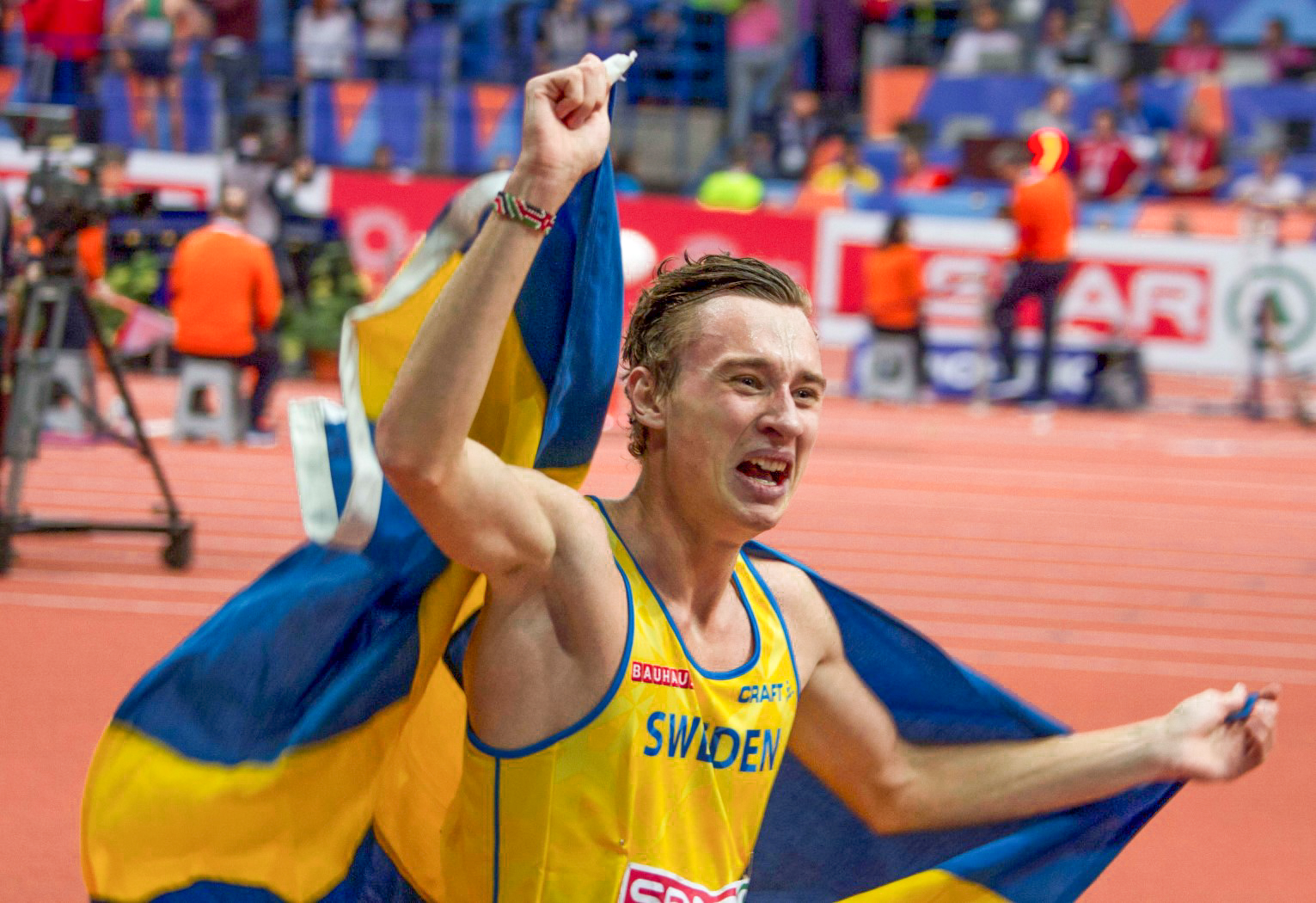
Kalle Berglund har det svenska rekordet på ”drömmilen” sedan den 13 juli 2019.